# Mitrailleur de queue

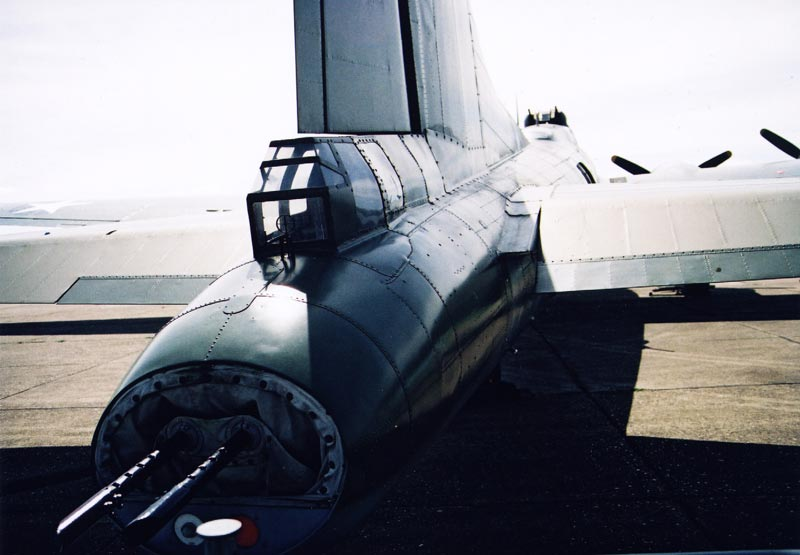
Tourelle de queue du bombardier américain Boeing B-17.

Un mitrailleur de queue ou artilleur d'aviation est un membre d'équipage d'un aéronef militaire disposant comme moyens de défense d'une tourelle armée de mitrailleuses ou de canons jumelés par deux ou par quatre. Cet armement permet généralement une défense contre les aéronefs ennemis plus ou moins efficace. 

## Historique

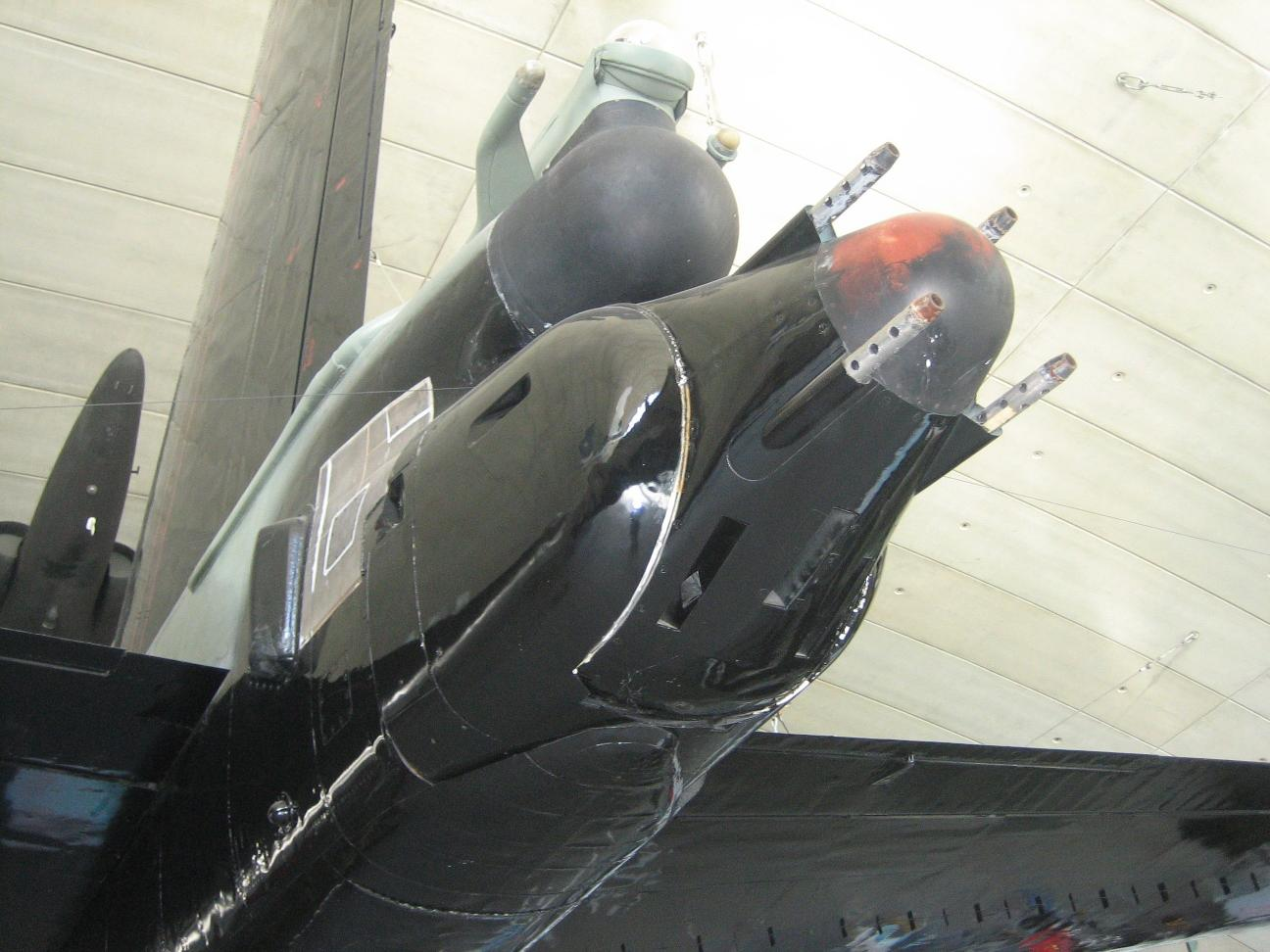
Sur le B-52 Stratofortress, bombardier stratégique subsonique à réaction et à long rayon d'action mis en service en 1955 dans l'United States Air Force.

Malgré quelques rares tentatives durant la Première Guerre mondiale avec notamment le Handley Page V/1500 quadrimoteur, les premiers véritables avions dotés d'une tourelle pour mitrailleur de queue sont apparus à la fin de l'entre-deux-guerres, avec notamment le bombardier britannique Armstrong Whitworth Whitley. Ils annonçaient les futurs avions similaires qui allaient voler durant la Seconde Guerre mondiale sous les couleurs de la Royal Air Force, de l'US Army Air Forces, et dans une moindre mesure sous celles de la Luftwaffe.
En effet durant ce conflit le développement par les Alliés de forces de bombardement stratégique dotés de lourds quadrimoteurs allaient conduire les avionneurs à les doter de tourelles servies par des mitrailleurs de queue. Dotées de mitrailleuses lourdes celles-ci permettaient de protéger les avions contre les attaques des avions de chasse ennemis. 
L'évolution technologique permit, à la fin du conflit, de remplacer le mitrailleur de queue par un système de servocommande qui allait petit à petit remplacer l'humain, et donc diminuer le risque de perte aux combats.
Avec la guerre froide les positions de tourelles de queue ont connu un regain, notamment en URSS où elles apparurent sur certains avions cargos comme l'Antonov An-12. Mais si ceux-ci étaient encore servis par des artilleurs d'aviation, les bombardiers à réaction disposaient eux de tourelles automatisées comme sur le Boeing B-52 américain.

## Types d'aéronefs

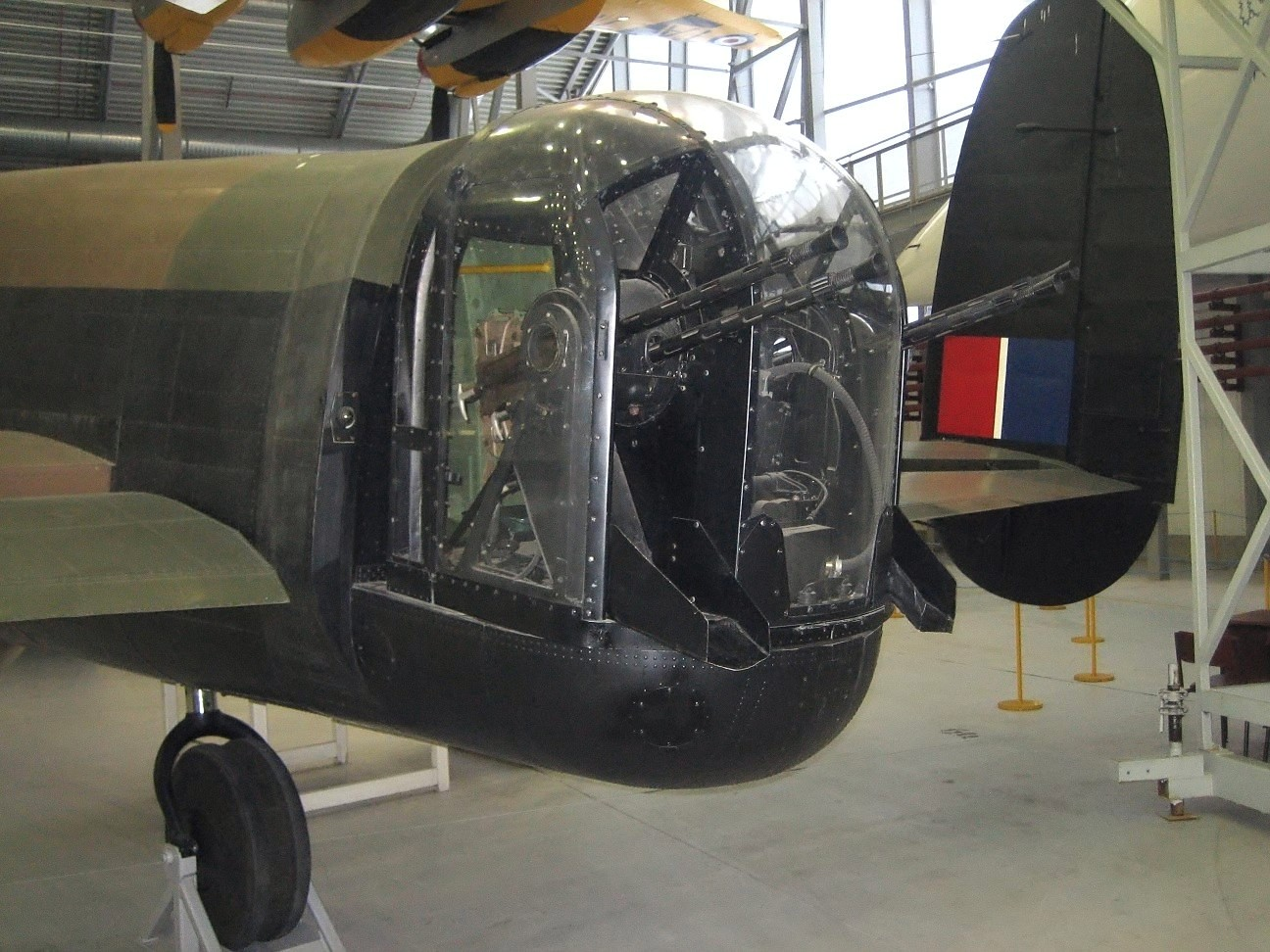
Tourelle de queue du bombardier britannique Lancaster.

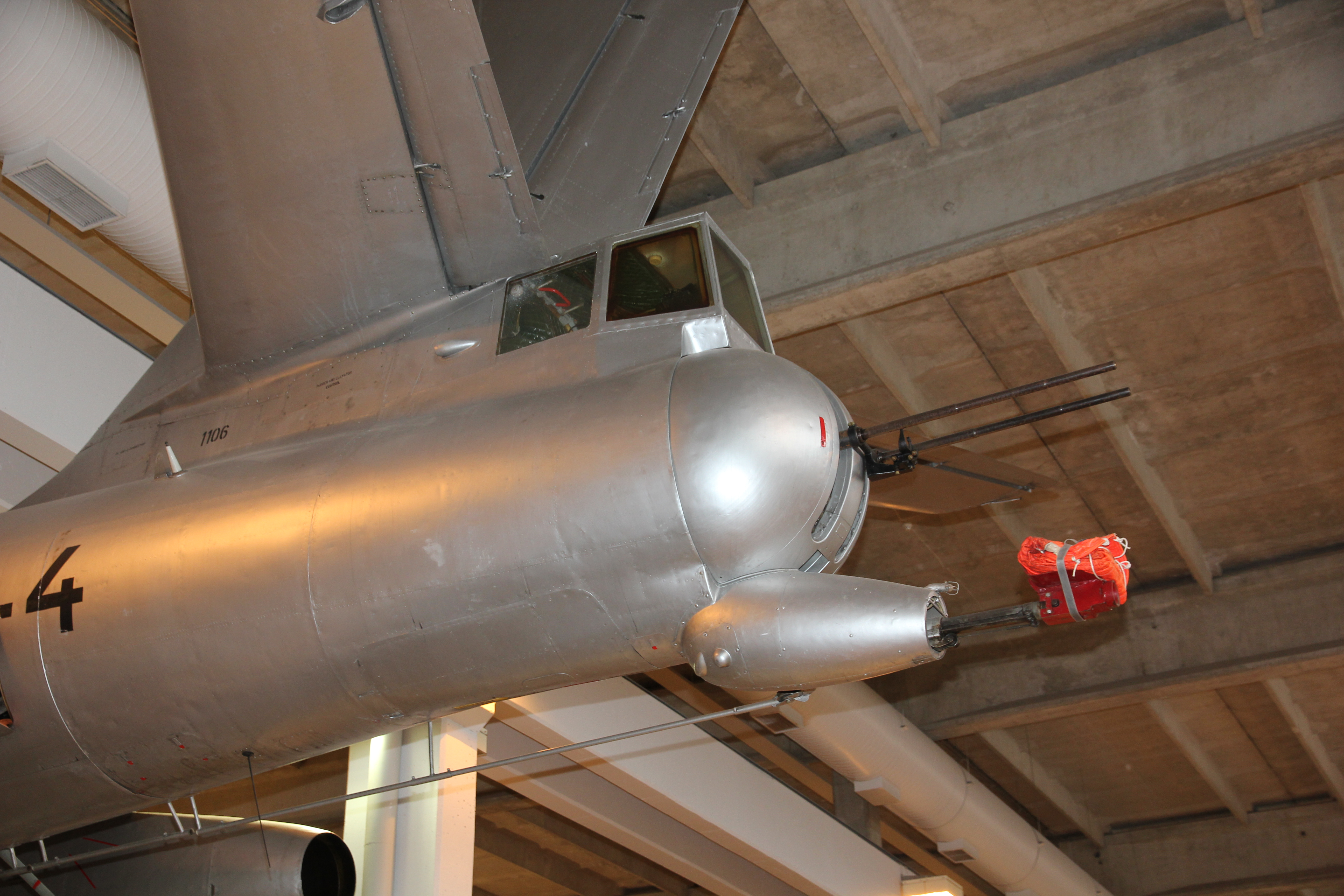
Tourelle de queue du bombardier soviétique Illiouchine Il-28 Beagle.

Voici une liste, non exhaustive, d'avions ayant utilisé une tourelle de queue, avec mitrailleur ou automatisée.
- États-Unis
  - Boeing B-17 Flying Fortress à partir de la version B-17E
  - Consolidated B-24 Liberator
  - North American B-25 Mitchell
  - Boeing B-29 Superfortress
  - North American B-45 Tornado
  - Boeing B-52 Stratofortress
- Reich allemand
  - Junkers Ju 290
  - Heinkel He 177
- Royaume-Uni
  - Avro Lancaster
  - Handley Page Halifax
  - Short Stirling
  - Vickers Wellington
- Union soviétique
  - Antonov An-22 Cock
  - Iliouchine Il-76
  - Tupolev Tu-4 Bull
  - Tupolev Tu-16 Badger